# 4 Torri 1947 Pallavolo Ferrara
L'A.S.D. 4 Torri 1947 Pallavolo Ferrara è una società sportiva pallavolistica maschile di Ferrara.

## Storia
Fondata nel 1947, ha al suo attivo sei partecipazioni al campionato di Serie A1 e sedici alla Serie A2. Giocò il suo primo campionato di A1 nel 1997-98, dopo che nel 1995-96 era stata costretta a rinunciare alla promozione.
Tra il 1997 e il 2003 raggiunse l'apice della sua storia; ottenuta la promozione in A1, assorbì la gloriosa Zinella di Bologna e, nel 2003, arrivò a disputare le semifinali di Coppa CEV. Nel 2005-06 retrocesse dall'A2 e, dopo un fallimento, viene rifondata nel 2007, a 60 anni dalla nascita, chiamando a raccolta tutti gli ex giocatori, tecnici e dirigenti della società storica (ora formanti l'assemblea dei soci dalla quale è stato eletto il nuovo consiglio direttivo presieduto da Mauro Baroni).
Nel 2017 diventa nuovo presidente Massimiliano Bristot (ex giocatore granata negli anni '90).

### Stagione 2008/2009
Ottenendo 24 vittorie su 26 incontri, con 69 punti finali, la 4 Torri A.s.d. Volley, allenata da Ruggero Tosi, ottiene il primo posto nel girone B del campionato regionale dell'Emilia-Romagna di Serie "C" maschile e torna nel volley nazionale ottenendo una storica promozione in B2, nello stesso anno conquista anche la Coppa Emilia-Romagna affermandosi miglior formazione regionale maschile.

### Stagione 2012/2013
Ottenendo 21 vittorie su 24 incontri, con 67 punti finali, la 4 Torri A.s.d. Volley, allenata da Andrea Zambelli, ottiene il primo posto nel girone D del campionato nazionale di Serie "B2" maschile e ottiene una storica promozione in B1, nello stesso anno conquista anche la medaglia di Bronzo in Coppa Italia affermandosi tra le 3 migliori formazioni di B2 a livello nazionale.